# 印度长臂金龟
印度长臂金龟（学名：Cheirotonus macleayi），一种分布于亚洲喜马拉雅山脉地区的大型甲虫，隶属于臂金龟科彩臂金龟属（长臂金龟属）。也有资料将臂金龟科视为金龟子科的一个亚科，本种划入金龟子科臂金龟亚科（Euchirinae）。

## 形态特征
雄成虫前臂具有2个齿突。鞘翅具有黄色碎斑。